# 威尔·布雷洛克
威廉·“威尔”·安东尼·布雷洛克（英語：William "Will" Anthony Blalock，1983年9月8日—），生于马萨诸塞州波士顿，美国职业篮球运动员，现效力以色列联赛，司职控球后卫。
大学期间布雷洛克在爱荷华州立大学打球，大学三年级时参加了2006年NBA选秀在第二轮末位被底特律活塞队选中，在2006-07赛季，他出场14次得到了场均11.9分钟的上场时间得到1.8分, 1.1个篮板和1.2个助攻。
2006-2007赛季结束，布雷洛克决定首次去欧洲打球，和以色列联赛球队耶路撒冷夏普尔队 (Hapoel Jerusalem B.C.)签订了两年合约。